# Karel Capuder
Karel Capuder, slovenski zgodovinar in politik, * 13. december 1879, Spodnje Prapreče, † 3. maj 1960, Izola.

## Življenje in delo
Capuder je končal gimnazijo leta 1900 v Ljubljani, na Dunaju je študiral zgodovino in zemljepis, kjer je leta 1906 promoviral. Kot član katoliškega političnega tabora je bil v letih 1909–1910 predsednik katoliškega akademskega društva Danica, v letih 1919–1920 pa v Mariboru podpredsednik SKSZ, predsednik telovadnega društva Orel in upravnega odbora Mestne hranilnice. Dal je pobudo za ustanovitev Katoliškega slovenskega izobraževalnega društva Brdo, kjer je imel septembra 1908 tudi predavanje.

## Dela
- Karl Capuder, Nastoj grofije Goriške. Ljubljana: Muzejsko društvo za Kranjsko, 1914.(COBISS)
- Karol Capuder, Zgodovina c. in kr. pešpolka št. 17. Celovec: Družba sv. Mohorja, 1915.(COBISS)
- Karl Capuder, Naša država: zemljepisni pregled s statističnimi tabelami. Maribor: Tiskarna sv. Cirila, 1919. (COBISS)
- Karl Capuder, Spominski list slov. krščanske socialne zveze za jubilejno leto prevzviš. g. knezoškofa dr. A. B. Jegliča. Ljubljana: s. n., 1923. (COBISS)
- Karl Capuder/Franc Komatar, Zgodovina novega veka: za višje razrede srednjih šol. Ljubljana: Jugoslovanska knjigarna, 1924. (COBISS)